# Le Gault-Saint-Denis

Le Gault-Saint-Denis este o comună în departamentul Eure-et-Loir, Franța. În 1 ianuarie 2022 avea o populație de 674 de locuitori.